# Angehörigen Info
Angehörigen Info war eine seit dem Hungerstreik der inhaftierten Rote-Armee-Fraktion-Terroristen  seit Frühjahr 1989 monatlich erscheinende Zeitschrift. Ende 2005 wurde die ursprünglich als Hungerstreik Info begonnene Zeitschrift in Gefangenen Info umbenannt. Seit 2009 wird sie nur noch als elektronische Zeitschrift veröffentlicht. Der inhaltliche Schwerpunkt liegt auf Berichterstattung zu inhaftierten politisch motivierten Straftätern und zu Prozessen mit hoher politischer Außenwirkung. Zudem werden auch Briefe von ehemaligen Häftlingen veröffentlicht.

## Geschichte
Zu Beginn des 10. Hungerstreiks inhaftierter Terroristen der RAF und anderer Untergrundorganisationen vom 1. Februar bis zum 12. Mai 1989 beschlossen Angehörige der Inhaftierten, eine Informationsschrift über den Verlauf des Streiks und den gesundheitlichen Zustand sowie die Ziele der Gefangenen herauszugeben. Ihre Absicht war, „unzensiert über die Situation der Gefangenen zu berichten und die Solidaritätsarbeit zu unterstützen.“ Die erste Ausgabe erschien am 16. Februar 1989 unter dem Titel Hungerstreik Info. Nach dem Abbruch des Hungerstreiks folgte in Nr. 15 vom 25. Mai 1989 die Umbenennung in Angehörigen Info. Statt wie bisher wöchentlich erschien die Zeitschrift seitdem alle zwei Wochen. Als Folge des Ausscheidens vieler Angehöriger noch verbliebener Gefangener aufgrund gesundheitlicher Gründe oder Todes erfolgte Ende 2005 mit Ausgabe 305 die Umbenennung in Gefangenen Info. Mit der Freilassung von Christian Klar wurde die Druckfassung beim Kölner GNN-Verlag eingestellt.

## Gesellschaftliche Kontroversen
Mitte der neunziger Jahre wurde das Angehörigen Info mehrfach wegen Staatsverleumdung (§ 90a StGB, heute: Verunglimpfung des Staates und seiner Symbole) durch die Bundesanwaltschaft in Verfahren verwickelt. Diese wurden wie zahlreiche andere eingestellt, häufig durch die Staatsanwaltschaft Hamburg. Ende Januar 1997 wurde eine Anzeige wegen Staatsverleumdung gegen die presserechtlich verantwortliche Redakteurin angestrengt, weil sie die Selbsttötung des beim GSG-9-Einsatz in Bad Kleinen gestorbenen Wolfgang Grams in Frage gestellt hatte.
In der Ausgabe 305 (29. November 2005) teilte die Verlegerin Christiane Schneider mit, dass sie und große Teile der PDS nach Einzug in den Bundestag Opfer einer Medienkampagne des Verfassungsschutzes geworden seien. So habe Hamburgs Verfassungsschutzpräsident Vahldieck verbreitet: „Es wird [im Info] jegliche Art von politisch motivierter Aktion, von gewalttätigen, auch terroristischen Aktionen gerechtfertigt, und man identifiziert sich mit den Tätern.“ Die Verlegerin sieht hierin einen Versuch des Verfassungsschutzes, eine Distanzierung der PDS zu erreichen und den Verlag und die Zeitschrift politisch zu isolieren. Noch 2008 merkte das Hamburger Abendblatt angesichts des Dritten Listenplatzes von Schneider für die Bürgerschaftswahl an, dass sich der Verfassungsschutz mehrfach für die Verlegerin interessierte. Die Welt unterstützt die Sicht von Schneider und kolportiert das Gefangenen Info böte „Linksextremisten“ ein Forum.

## Ausgaben online
- Ausgabe 124–191
- Website des Gefangenen Infos mit den Ausgaben ab Nummer 305